# East Durham (New York)
East Durham est une census-designated place du comté de Greene, dans l'État de New York, aux États-Unis. En 2020, elle compte une population de 466 habitants.